# Bres (vesting)

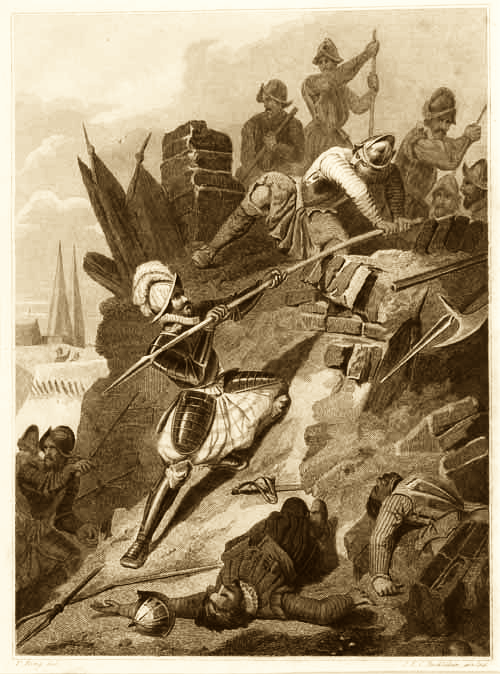
Bloedige bestorming in een bres te Zutphen (1586)

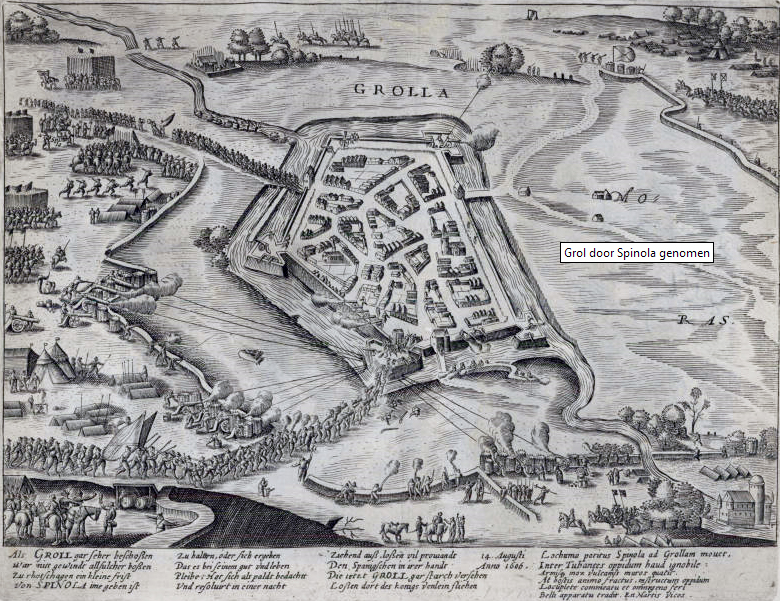
Voorbeeld van het bresschieten door Spinola in Groenlo. (Frans Hogenberg)

Een bres is een opening in de muur of wal van een vesting, gemaakt met behulp van kanonvuur, een mijn of een stormram. Als de bres groot genoeg was konden de belegeraars overgaan tot een bestorming.

## Bresschieten
Tijdens de Tachtigjarige Oorlog ontwikkelden legeraanvoerders strategische combinaties van parallelvuur, ricochetvuur en bresschieten, volgens een systeem van drie parallellen. Volgens berekeningen kon nauwkeurig worden bepaald waar de bresbatterijen opgesteld moesten worden. Daarna werd onophoudelijk, gemiddeld vier keer per uur een salvo afgevuurd op de muur of wal. Het bresschieten was de op een na laatste fase van een belegering.
Als de bres in omvang groot genoeg was, kon de belegeraar tot een bestorming en inname overgaan. Bij een bestorming vielen over het algemeen veel doden en gewonden. Meestal kwam het niet tot zover en gaven de verdedigers zich voortijdig over voordat de bres groot genoeg was voor een bestorming, en er geen uitzicht op een ontzet bestond.

## Spreekwoord
Het spreekwoord "Voor iemand in de bres springen" (iemand verdedigen) is afgeleid van het woord bres. Een bekende Engelse quote uit Shakespeares Henry V luidt: "Once more unto the breach, dear friends, once more", waarbij de Engelsen nogmaals aangespoord worden in de bres te springen tijdens het beleg van Harfleur in 1415.